# System dwublokowy
System dwublokowy – system partyjny występujący w państwach demokratycznych, charakteryzujący się skupieniem dwóch sił politycznych wokół dwóch bloków.
System ten jest podobny do systemu dwupartyjnego z tą różnicą, że wewnątrz bloków występuje bardzo duże zróżnicowanie poglądów (np. we włoskim bloku Dom Wolności znajdowały się partie narodowo-konserwatywne (Sojusz Narodowy), wywodzące się z ruchu faszystowskiego (Akcja Socjalna) i socjalistyczne (Nowa Włoska Partia Socjalistyczna)), a postulaty bloków nie dążą ku centrum.
System dwublokowy występuje w miejscach gdzie nie ma okręgów jednomandatowych, a występuje ordynacja proporcjonalna.
Przykłady:
- Włochy (2006–2007) - Dom Wolności i Unia.